# Селада, Эктор
Э́ктор Миге́ль Села́да Берто́ки (исп. Héctor Miguel Zelada Bertoqui; род. 30 апреля 1957[…], Масьель, Санта-Фе, Аргентина) — аргентинский футболист, вратарь.

## Биография

### Клубная карьера
Начал карьеру в клубе «Росарио Сентраль», в команде провёл 92 матча. После перешёл в мексиканскую «Америку» из Мехико. В начале карьеры в Мексике он подвергся критике со стороны прессы из-за ошибки в допущенной своей первой игре. Вместе с командой выиграл Кубок чемпионов КОНКАКАФ 1987, тогда «Америка» в финале обыграла тринидадский «Дефенс Форс» (3:1 по сумме двух матчей). Селада считается лучшим вратарем в истории «Америки». Всего за клуб он сыграл 267 матчей и пропустил 262 гола. В 1988 году выступал за «Атланте», Эктор провёл 38 матчей.
Селада решил завершить карьеру в 32 года из-за различных травм.

### Карьера в сборной
В сборной Аргентины он так и не сыграл, однако был взят на чемпионат мира 1986 в Мексики. Где был 3-м вратарём после Луиса Исласа и Нери Пумпидо. По итогам турнира Аргентина смогла выиграть мундиаль, а Селада стал первым победителем из североамериканского клуба.

## Достижения
- Чемпионы Мексики (2): 1984, 1985
- Обладатель Кубка чемпионов КОНКАКАФ: 1987
- Чемпион мира: 1986